# Zlija zyb
Zlija zyb (bułg. Злия зъб) – szczyt pasma górskiego Riła, w Bułgarii, o wysokości 2678 m n.p.m.